# Liste von Pfarrhäusern in Bayern (Oberfranken)
Die Liste von Pfarrhäusern in Bayern (Oberfranken) ist Teil der Liste von Pfarrhäusern in Bayern; dort findet man auch allgemeine Erläuterungen zum Thema.

## Landkreis Bamberg
| Gemeinde / Ort / Adresse Koordinaten                                  | Baustil / Gebäudetyp | Erbaut         | Bemerkungen                                                                                               | Bild |
| --------------------------------------------------------------------- | -------------------- | -------------- | --- | ---- |
| Baunach Reckenneusig Eberner Straße 7 50° 0′ 21,3″ N, 10° 49′ 45,8″ O | Heimatstil Pfarrhaus | Mitte 19. Jhd. | Eingeschossiger Satteldachbau, Sandsteinquader, zwei zu sechs Fensterachsen und profiliertem Traufgesims. |      |

## StadtBayreuth
| Gemeinde / Ort / Adresse Koordinaten                                           | Baustil / Gebäudetyp     | Erbaut    | Bemerkungen | Bild |
| ------------------------------------------------------------------------------ | ------------------------ | --------- | --- | ---- |
| Bayreuth Hans-Meiser-Straße 1 (49° 56′ 8,7″ N, 11° 33′ 24,5″ O)                | Modern Pfarrhaus         | 1966      | Zweigeschossiges Pfarrhaus mit Pfarramt, Backstein mit Betonelementen und Pultdach, 1966 von Wolfgang Gsaenger. |      |
| Bayreuth Josephsplatz 1 (49° 56′ 45,7″ N, 11° 34′ 45,6″ O)                     | Neorenaissance Pfarrhaus | 18. Jhd.  | Viergeschossiger Sandsteinquaderbau mit Mittelrisalit in Formen der deutschen Renaissance, Satteldach, von Carl Wölfel. |      |
| Bayreuth Kanzleistraße 9 (49° 56′ 34,2″ N, 11° 34′ 29,5″ O)                    | Barock Pfarrhaus         | 1704      | Zweigeschossiger, giebelständiger Sandsteinbau mit Satteldach, das rustizierte Portal bezeichnet „1704“ |      |
| Bayreuth Ludwigstraße 34 (49° 56′ 28,8″ N, 11° 34′ 31,4″ O)                    | Barock Pfarrhaus         | 1745–1752 | Zweigeschossiger, barocker Sandsteinquaderbau mit Mansarddach. |      |
| Bayreuth Schloßberglein 3 (49° 56′ 40,3″ N, 11° 34′ 38,5″ O)                   | Barock Pfarrhaus         | 1759–61   | Zweigeschossiger Walmdachbau mit reicher Putzgliederung durch Kolossalpilaster und Bänderrustika, Fenstergewände, frontispizartiges Zwerchhaus zu drei Achsen, von Carl Philipp von Gontard als eigenes Wohnhaus anstelle des abgebrannten Nordtraktes des Alten Schlosses errichtet; im Inneren stark verändert. |      |
| Bayreuth Sankt Johannis Altentrebgastplatz 6 (49° 56′ 57,6″ N, 11° 37′ 1,6″ O) | Barock Pfarrhaus         | 1701      | Zweigeschossiger Putzbau mit Satteldach, Eckgliederung und profiliertem Portal, darüber Tafel, dort bezeichnet „1701“ und geohrter Fenstereinfassung. |      |

## Landkreis Bayreuth
| Gemeinde / Ort / Adresse Koordinaten                                           | Baustil / Gebäudetyp         | Erbaut                 | Bemerkungen | Bild |
| ------------------------------------------------------------------------------ | ---------------------------- | ---------------------- | --- | ---- |
| Bad Berneck im Fichtelgebirge Kirchenring 11 (50° 2′ 56,2″ N, 11° 40′ 26,6″ O) | Barock Pfarrhaus             | zweite Hälfte 17. Jhd. | Zweigeschossiger Walmdachbau, Eckquaderung. |      |
| Bindlach Benk (50° 0′ 43,7″ N, 11° 37′ 23,7″ O)                                | Barock Pfarrhaus             | 1779                   | Zweigeschossiger Walmdachbau aus Sandsteinquadern. |      |
| Bindlach Kirchplatz 1 (49° 58′ 53,7″ N, 11° 36′ 41,7″ O)                       | Barock Pfarrhaus             | 1690                   | Zweigeschossiger Satteldachbau mit profilierten Gewänden, an der Ostfassade drei eingelassene Grabplatten, 1700, 1683 und Mitte 18. Jahrhundert. Rest der Kirchhofmauer mit Inschrifttafel von 1706. Torpfeiler mit Sandsteinmauer, 18. Jahrhundert. |      |
| Emtmannsberg Birk Birk 1 (49° 52′ 10,6″ N, 11° 41′ 50,4″ O)                    | Barock Pfarrhaus             | 1714                   | Zweigeschossiger Bau aus Sandsteinquadern auf Sockel mit Treppe und Stützmauer, Walmdach, über der rustizierten Tür an der Inschrifttafel bezeichnet „1714“.                                                                                         |      |
| Bischofsgrün Hauptstraße 5 (50° 3′ 10,3″ N, 11° 47′ 42,4″ O)                   | Klassizismus Pfarrhaus       | 1888                   | Eckhaus, zweigeschossiger Walmdachbau mit Sandsteingliederung. Einfriedungsmauer mit Sandstein-Portal. |      |
| Emtmannsberg Kirchweg 5 (49° 53′ 31,5″ N, 11° 38′ 48,7″ O)                     | Barock Pfarrhaus             | 1715/54                | Zweigeschossiger Bau aus Sandsteinquadern mit Halbwalmdach, bezeichnet „1715“, renoviert 1754, Dachgeschoss Ende 19. Jahrhundert. |      |
| Neudrossenfeld Langenstadt Langenstadt 10 (50° 2′ 2″ N, 11° 27′ 15″ O)         | Barock Pfarrhaus             | 1736                   | Stattlicher zweigeschossiger Sandsteinquaderbau, Mansardwalmdach, bezeichnet „1736“. Gesimsgliederung sowie Geohrte Fenster und Türeinfassung. |      |
| Mistelgau Schulstraße 6 (49° 54′ 44,1″ N, 11° 27′ 53,5″ O)                     | Barock Pfarrhaus (Mistelgau) | 18. Jhd.               | Zweigeschossiger traufständiger Satteldachbau aus Sandsteinquadermauerwerk mit geohrten Fenstergewände. Der Eingang ist rustiziert. |      |
| Neudrossenfeld Friedhofsweg 1 (50° 0′ 58,1″ N, 11° 30′ 6,5″ O)                 | Barock Pfarrhaus             | 16./17. Jhd.           | Zweigeschossiger Walmdachbau mit hakenförmigem Anbau, Erdgeschoss 16./17. Jahrhundert, sonst 19. Jahrhundert |      |
| Neudrossenfeld Kulmbacher Straße 4 (50° 0′ 58″ N, 11° 30′ 8,5″ O)              | Rokoko Pfarrhaus             | 1764/65                | Zweigeschossiger gegliederter Sandsteinquaderbau über hohem Kellergeschoss, Freitreppe mit Balustergeländer, Walmdach, 1764/65 wohl von Carl Philipp Christian von Gontard.                                                                          |      |
| Neudrossenfeld Schloßplatz 3 (50° 0′ 57,8″ N, 11° 30′ 10,4″ O)                 | Barock Pfarrhaus             | 1352/1662              | Zweigeschossiger Traufseitbau, Gewölbesteindatierung „1352“, Umbau 1662, mit Felsenbrunnen von 1718. |      |

## StadtCoburg
| Gemeinde / Ort / Adresse Koordinaten                                                   | Baustil / Gebäudetyp                        | Erbaut            | Bemerkungen | Bild |
| -------------------------------------------------------------------------------------- | ------------------------------------------- | ----------------- | --- | ---- |
| Coburg Festungsstraße 2 (50° 15′ 36,7″ N, 10° 58′ 8,2″ O)                              | Klassizismus Pfarrhaus                      | 1853              | Zweigeschossiger Satteldachbau mit Zwerchhaus und sieben zu zwei Fensterachsen. Traufseitige Gesimsgliederung. |      |
| Coburg Creidlitz Florianweg 9/11 (50° 13′ 59,1″ N, 10° 58′ 48,1″ O)                    | Modern Pfarrhaus                            | 1976              | Zweigeschossiger Walmdachbau mit Pfarrerwohnung, Pfarrbüro und Mesnerwohnung sowie Jugendräume. |      |
| Coburg Neuses bei Coburg Friedrich-Rückert-Straße 5 (50° 16′ 28,1″ N, 10° 57′ 0″ O)    | Barock Pfarrhaus                            | 1700              | Der zweigeschossige Satteldachbau entstand um 1700 als später teilverputzte Fachwerkkonstruktion mit einem massiven Erdgeschoss. Das traufständige Haus wird 1867 als „Pfarrhaus No. III mit Baumgarten vor dem Haus, Stadel mit Viehstall und Schweinestalle, Holzhaus, Hofrecht und Mistplatz; Gras- und Gemüsegarten hinterm Haus; liegt zwischen der Dorfstraße und dem Lauterfluß“ beschrieben. Der Pfarrer bewohnte das Haus bis zum Ende des 19. Jahrhunderts. |      |
| Coburg Neuses bei Coburg Friedrich-Rückert-Straße 45 (50° 16′ 28,1″ N, 10° 57′ 0″ O)   | Klassizismus Pfarrhaus                      | 1895              | Das zweigeschossige Pfarrhaus wurde um 1895 errichtet. Die Ziegelfassade mit Sandsteingliederungen steht auf einem Quadersockel und wird durch ein umlaufendes Sandsteinband in Höhe der Fensterbänke des Obergeschosses gegliedert. Den oberen Abschluss des Traufseithauses bildet ein Satteldach. Die Straßenfront wird geprägt durch einen mittigen Eingangsrisalit, der oben eine Giebelspitze mit kleinem Schwebegebinde Laubsägearbeiten besitzt. Im Erdgeschoss sind die Fenster und Türe durch Sandstein gerahmt und weisen oben einen Entlastungsbogen aus Ziegel mit Keilstein und Anfänger (Kämpfer) aus Sandstein auf. Im Obergeschoss sind die Bögen über den Fenstern mit Kämpfer und Keilstein und die Fensterbänke aus Sandstein. |      |
| Coburg Scheuerfeld (Coburg) Nicolaus-Zech-Straße 20 (50° 15′ 17,8″ N, 10° 55′ 36,8″ O) | Barock Pfarrhaus, ehem. Schloss Scheuerfeld | Um 1590 / 1712–14 | Zweigeschossiger, über hohem Sockel, verschiefertes Fachwerkobergeschoss und massives Erdgeschoss, mit Zwerchhaus, Erweiterung 1783, Umgestaltung 19. Jahrhundert tonnengewölbter Keller, um 1600. |      |
| Coburg Seidmannsdorf Seidmannsdorfer Straße 277 (50° 15′ 0,5″ N, 10° 59′ 58,5″ O)      | Klassizismus Pfarrhaus                      | Um 1870           | Eingeschossiger Satteldachbau mit Zwerchgiebel, Sandsteinquader, neugotisch, mit Einfriedung. |      |

## Landkreis Coburg
| Gemeinde / Ort / Adresse Koordinaten                                              | Baustil / Gebäudetyp   | Erbaut             | Bemerkungen | Bild           |
| --------------------------------------------------------------------------------- | ---------------------- | ------------------ | --- | -------------- |
| Bad Rodach Herrengasse 6 (50° 20′ 55,7″ N, 10° 44′ 37,2″ O)                       | Klassizismus Pfarrhaus | um 1800            | Zweigeschossiger Mansardwalmdachbau mit Schleppdachgauben, Freitreppe mit Kellerzugang und Kreuzstockfenster. |                |
| Bad Rodach Elsa Pfarrsteig 6 (50° 20′ 21,8″ N, 10° 48′ 58,8″ O)                   | Klassizismus Pfarrhaus | 18. Jhd.           | Zweigeschossiger Walmdachbau mit fünf Fensterachsen zu Straßenseinte. Torpfosten und Hoftor erhalten. |                |
| Bad Rodach Gauerstadt Billmuthäuser Straße 10 (50° 18′ 25,8″ N, 10° 48′ 15,4″ O)  | Fachwerkstil Pfarrhaus | 17./18. Jhd.       | Zweigeschossiges Fachwerkhaus mit Satteldach, teilweise Verschieferung. Stallflügel mit Holzlege; Fachwerkscheune 19. Jahrhundert. Einfriedung: Sandsteinquadermauer bezeichnet „1744“ |                |
| Seßlach Gemünda in Oberfranken Heldburgplatz 5 (50° 13′ 28,6″ N, 10° 48′ 17,4″ O) | Barock Pfarrhaus       | 1748               | Zweigeschossiges Halbwalmdachhaus mir fünf Fensterachsen. Backhaus erhalten. |                |
| Sonnefeld Gestungshausen Kirchgasse 13 (50° 14′ 16,7″ N, 11° 10′ 42,9″ O)         | Fachwerkstil Pfarrhaus | 17./18. J          | Zweigeschossiger, stattlicher Walmdachbau mit Nebenflügeln, konstruktives Fachwerk auf massivem Kellergeschoss; an Torturm gebaut. |                |
| Itzgrund Gleußen Lindenplatz 3 (50° 8′ 2″ N, 10° 53′ 52,7″ O)                     | Klassizismus Pfarrhaus | 1856/57            | Zweigeschossiger Walmdachbau, Erdgeschoss aus Sandsteinquadern mit profilierten Tür- und Fensterrahmungen, Fachwerkobergeschoss zum Teil verschiefert. |                |
| Großheirath Ringstraße 11 (50° 10′ 41,9″ N, 10° 56′ 48,9″ O)                      | Fachwerkstil Pfarrhaus | 17. Jhd.           | Zweigeschossiger Satteldachbau, Fachwerk im Obergeschoss. Pfarrscheune, 18. Jahrhundert. |                |
| Bad Rodach Heldritt Schloßberg 5 (50° 21′ 26,1″ N, 10° 48′ 30,7″ O)               | Fachwerkstil Pfarrhaus | 17./18. Jhd.       | Zweigeschossiges Fachwerkhaus mit Krüppelwalmdach. Obergeschoss an der Traufseite leicht auskragend. Kern wohl 16. Jahrhundert. |                |
| Itzgrund Herreth Kirchweg 6 (50° 7′ 37,8″ N, 10° 55′ 58,8″ O)                     | Fachwerkstil Pfarrhaus | 18./19. Jhd.       | Zweigeschossiger Satteldachbau mit Fachwerkobergeschoss. |                |
| Itzgrund Kaltenbrunn Coburger Straße 19 (50° 7′ 28,1″ N, 10° 52′ 45,7″ O)         | Klassizismus Pfarrhaus | 18./19. Jhd.       | Zweigeschossiger Walmdachbau mit drei zu vier Fensterachsen und umlaufendem Gurtgesims. |                |
| Meeder Schloßhof 2 (50° 19′ 19,5″ N, 10° 54′ 22″ O)                               | Fachwerkstil Pfarrhaus | 18. Jhd.           | Zweigeschossiger Fachwerkbau mit Walmdach. |                |
| Rödental Mönchröden Klosterhof 2 (50° 18′ 3,5″ N, 11° 3′ 33,4″ O)                 | Heimatstil Pfarrhaus   | 16. Jhd.           | Zweigeschossiger Satteldachbau im Kern spätgotisch. |                |
| Rödental Mönchröden Kloster Mönchröden (50° 18′ 4″ N, 11° 3′ 37″ O)               | Gotik Prälatur         | 2. Hälfte 14. Jhd. | Viergeschossiger massiver Satteldachbau, an der Südseite polygonaler Erker über Wandsäule. Spitzbogiges Eingangsportal darüber ein Stück Verdachungsgesims. Im Ostgiebel eine flachbogige Heulucke. An den Ecken befanden sich steinerne Wasserspeier in Form von Unholden. Diese sind noch an der Süd-Ost- und Nord-West-Ecke gut erhalten. An der Süd-West-Ecke ist dieser verstümmelt und an der Nord-Ost-Ecke fehlt dieser ganz. 1521 wurde das Abtsgebäude teilweise umgebaut. Die Fenstereinfassungen stammen aus unterschiedlichen Epochen. Ursprünglich war dies das Amtshaus des Abtes. | weitere Bilder |
| Weitramsdorf Neundorf Kreuzberg 1 (50° 13′ 28″ N, 10° 50′ 37″ O)                  | Fachwerkstil Pfarrhaus | 1793               | Zweigeschossiges Fachwerkhaus mit Halbwalmdach, zum Teil verschiefert, bezeichnet mit „1793“. |                |
| Neustadt bei Coburg Gabelsbergerstraße 2 (50° 19′ 34,6″ N, 11° 7′ 24,1″ O)        | Jugendstil Pfarrhaus   | 1914–1917          | Zweigeschossiges Wohnhaus mit Pyramidendach, Lauben und Erker. Ehemalige „Villa Rosalie“, heute Pfarrhaus. |                |
| Neustadt bei Coburg Marktplatz 13 (50° 19′ 34,6″ N, 11° 7′ 24,1″ O)               | Klassizismus Pfarrhaus | um 1840            | Zweigeschossiger Walmdachbau mit Mittelrisalit und fünf zu vier Fensterachsen. |                |
| Bad Rodach Oettingshausen Am Kirchrangen 8 (50° 21′ 8,1″ N, 10° 50′ 38,4″ O)      | Barock Pfarrhaus       | 1739               | Zweigeschossiger Satteldachbau. Obergeschoss verschiefert. Gartenportal bezeichnet „1739“ |                |
| Bad Rodach Roßfeld Streufdorfer Straße 10 (50° 20′ 57,5″ N, 10° 44′ 33,9″ O)      | Klassizismus Pfarrhaus | um 1800            | Zweigeschossiger Mansardwalmdachbau mit Fachwerkobergeschoss und drei zu sechs Fensterachsen. |                |
| Seßlach Pfarrgasse 111 (50° 11′ 18,4″ N, 10° 50′ 30,8″ O)                         | Renaissance Pfarrhof   | 16. Jhd.           | Vierseithofanlage mit stattlichem zweigeschossigem Satteldach-Wohnhaus mit Hofeinfahrt, Fachwerkobergeschoss, Freitreppe. Mit Ausstattung. Tiefgreifender Umbau 2011/12. |                |
| Seßlach Autenhausen Thüringer Platz 5 (50° 14′ 20,8″ N, 10° 47′ 0,2″ O)           | Fachwerkstil Pfarrhof  | 1581               | Zweigeschossiger Satteldachbau, Fachwerkobergeschoss. Im 18./19. Jahrhundert umgebaut. Hofmauer mit Doppeltoranlage. |                |
| Sonnefeld Marienstraße 7, 9 (50° 13′ 7,1″ N, 11° 8′ 34,3″ O)                      | Modern Pfarrheim       | 1957               | Schlichter, eingeschossiger Satteldachbau von Josef Rauschen. Mit überdachtem Gang mit nebenstehender Kirche verbunden. |                |
| Sonnefeld Martin-Luther-Straße 8 (50° 13′ 19,8″ N, 11° 8′ 2,4″ O)                 | Klassizismus Pfarrhaus | 19. Jhd.           | Zweigeschossiger Halbwalmdachbau mit drei zu sieben Fensterachsen, Westseite verschiefert. |                |
| Lautertal Unterlauter Kirchgasse 7 (50° 17′ 54,3″ N, 10° 58′ 40,8″ O)             | Klassizismus Pfarrhaus | 1775               | Zweigeschossiger, schlichter Walmdachbau mit fünf Fensterachsen. |                |
| Rödental Weißenbrunn vorm Wald Bergheimstraße 32 (50° 21′ 23″ N, 11° 0′ 35,9″ O)  | Klassizismus Pfarrhaus | 18./19. Jhd.       | Zweigeschossiger Walmdachbau mit Fachwerkobergeschoss mit fünf Fensterachsen. |                |
| Meeder Wiesenfeld bei Coburg Hauptstraße 22 (50° 17′ 58,4″ N, 10° 54′ 28,8″ O)    | Fachwerkstil Pfarrhaus | um 1800            | Zweigeschossiger Fachwerkbau mit Walmdach. |                |

## Landkreis Forchheim
| Gemeinde / Ort / Adresse Koordinaten                                                      | Baustil / Gebäudetyp      | Erbaut         | Bemerkungen | Bild |
| ----------------------------------------------------------------------------------------- | ------------------------- | -------------- | --- | ---- |
| Egloffstein Affalterthal Affalterthal 56 (49° 42′ 25,4″ N, 11° 16′ 36,3″ O)               | Klassizismus Pfarrhaus    | 1788/90        | Zweigeschossiger Walmdachbau über hohem Keller, massiv, verputzt, Freitreppe zur Haustür. |      |
| Eggolsheim Drosendorf am Eggerbach Feuersteinstraße 28 (49° 48′ N, 11° 7′ O)              | Klassizismus Pfarrhaus    | Mitte 19. Jhd. | Zweigeschossiger Walmdachbau, Sandsteinquader und Gurtgesims. |      |
| Egloffstein Markgrafenstraße 100 (49° 42′ 2,2″ N, 11° 15′ 26,5″ O)                        | Reformstil Pfarrhaus      | 1906           | In den Hang gebauter ein- bis zweigeschossiger Bau auf Winkelgrundriss, massiv, verputzt, Walmdach mit Hechtgauben, von Fritz Fuchsenberger. |      |
| Forchheim Hauptstraße 22 (49° 43′ 13,3″ N, 11° 3′ 28″ O)                                  | Heimatstil Pfarrhaus      | 1937           | Dreigeschossiges Walmdachhaus, Heimatstil, bezeichnet „1937“ |      |
| Forchheim Marktplatz 18 (49° 43′ 7,1″ N, 11° 3′ 39,2″ O)                                  | Barock Pfarrhaus          | um 1739        | Zweigeschossiges Eckhaus mit Satteldach, im 20. Jahrhundert erweitert |      |
| Forchheim Sattlertorstraße 2 (49° 43′ 13,1″ N, 11° 3′ 27,6″ O)                            | Barock Pfarrhaus          | Mitte 18. Jhd. | Dreigeschossiger Mansardwalmdachbau mit Sandsteinfassade. Angebautes Rückgebäude, im Kern 16. Jahrhundert |      |
| Forchheim Zweibrückenstraße 38 (49° 43′ 2,7″ N, 11° 3′ 59,4″ O)                           | Neobarock Pfarrhaus       | um 1895/1900   | Zweigeschossiger Satteldachbau mit Walmdachrisalit und Natursteinfassade im historisierendem Stil. |      |
| Gößweinstein Balthasar-Neumann-Straße 2 (49° 46′ 9,1″ N, 11° 20′ 6,2″ O)                  | Barock Pfarrhaus          | 1747–49        | Repräsentativer zweigeschossiger traufständiger Mansardwalmdachbau mit Mittelrisalit, wohl von Johann Jakob Michael Küchel; mit Ausstattung. |      |
| Gräfenberg Kirchplatz 3 (49° 38′ 40,3″ N, 11° 14′ 59″ O)                                  | Klassizismus Pfarrhaus    | 1821/22        | Zweigeschossiger Sandsteinquaderbau mit Ecklisenen, Mittelrisalit, Verdachung über dem Portal, Zwerchhaus und Satteldach. |      |
| Pretzfeld Hetzelsdorf Hetzelsdorf 8 (49° 43′ 39,7″ N, 11° 12′ 10,6″ O)                    | Barock Pfarrhaus          | 1788           | Pfarrhaus, stattlicher zweigeschossiger Walmdachbau über hohem Sockelgeschoss, massiv, verputzt, im Kern 1716, Umbau bezeichnet „1788“. Pfarrscheune, Fachwerk mit Satteldach, 1788 weitgehend neu errichtet, 1948 renoviert, 1995 Ausbau zum Gemeindesaal. |      |
| Hiltpoltstein Hinterer Berg 1 (49° 39′ 35,9″ N, 11° 19′ 14,6″ O)                          | Renaissance Pfarrhaus     | 1575           | Zweigeschossiger Satteldachbau mit Steilgiebel, massiv, verputzt, Ausbau im 18./19. Jahrhundert. |      |
| Igensdorf Forchheimer Straße 28 (49° 37′ 19,7″ N, 11° 13′ 52,4″ O)                        | Barock Pfarrhaus          | 1690/91        | Zweigeschossiger, giebelständiger Satteldachbau in Ecklage, massiv verputzt, Ostseite mit Fachwerk, durch Erneuerung 1970 entstellt. |      |
| Ebermannstadt Moggast Zum Brand 3 (49° 46′ 1,7″ N, 11° 15′ 31,6″ O)                       | Neobarock Pfarrhaus       | 1914/15        | Villenartiger, in den Hang gebauter zweigeschossiger Halbwalmdachbau mit dreigeschossigem zum Tal vortretendem Risalit mit Walmdach, massiv. |      |
| Neunkirchen am Brand Kirchplatz 1 (49° 36′ 44,9″ N, 11° 7′ 50″ O)                         | Rokoko Pfarrhaus          | 1734           | Zweigeschossiger Walmdachbau, massives Erdgeschoss, Fachwerkobergeschoss, bezeichnet 1734, nach Plan von Johann David Steingruber. |      |
| Pretzfeld Hauptstraße 21 (49° 45′ 23″ N, 11° 10′ 23,1″ O)                                 | Barock Pfarrhaus          | 1660/65        | Pfarrhof, kath. Pfarrhaus, zweigeschossiger Satteldachbau, Erdgeschoss massiv, Obergeschoss Fachwerk, verputzt, im Kern um 1660/65, mit bischöflichen Wappenrelief 18. Jh., Äußeres in jüngerer Zeit verändert; Pfarrhofmauer, Bruchstein, 1722 repariert; Pfarrstadel, untere Bruchsteinmauern wohl 1687, Fachwerk und Walmdach darüber 2. Hälfte 18./1./Hälfte 19. Jh.; Hofmauer gleichzeitig. |      |
| Pretzfeld Schloßberg 2 (49° 45′ 23,8″ N, 11° 10′ 22,2″ O)                                 | Klassizismus Pfarrheim    | 1862/63        | Zweigeschossiger Sandsteinquaderbau mit Satteldach, ursprünglich Schule, heute Pfarrheim, 1885 aufgestockt, 1983–85 umfassende Sanierung. |      |
| Forchheim Reuth Bischofsberg 2 (49° 43′ 18″ N, 11° 6′ 47,7″ O)                            | Klassizismus Pfarrhaus    | 1856           | Zweigeschossiger Sandsteinquaderbau. Pfarrscheune, Fachwerk, Anfang 19. Jahrhundert. |      |
| Igensdorf Stöckach (Igensdorf) Hauptstraße 22 (49° 36′ 48,9″ N, 11° 13′ 31,3″ O)          | Neoklassizismus Pfarrhaus | 1892           | Zweigeschossiger Kubus mit flach geneigtem Walmdach, Putzbau mit Gliederungen und Rahmungen in Sandstein, neuklassizistisch, bezeichnet 1892. |      |
| Wiesenttal Streitberg (Wiesenttal) Muschelquellenweg 4 (49° 48′ 43,7″ N, 11° 13′ 20,9″ O) | Barock Pfarrhaus          | 17./18. Jhd.   | Zweigeschossiger Satteldachbau, massiv und Fachwerk. |      |
| Gräfenberg Thuisbrunn Thuisbrunn 2 (49° 41′ 16,5″ N, 11° 14′ 52,3″ O)                     | Barock Pfarrhaus          | 1629           | Erdgeschossiges Satteldachhaus über hohem Kellergeschoss, massiv verputzt, erneuert 1825 (bezeichnet). |      |
| Gräfenberg Walkersbrunn Walkersbrunn 35 (49° 39′ 21,7″ N, 11° 12′ 48,2″ O)                | Barock Pfarrhaus          | 1629           | Zweigeschossiger giebelständiger Satteldachbau, Erdgeschoss massiv, Obergeschoss Fachwerk verputzt, 18. Jahrhundert. Scheune, Satteldachbau, Sandsteinquader, 18. Jahrhundert. |      |

## Landkreis Hof
| Gemeinde / Ort / Adresse Koordinaten                      | Baustil / Gebäudetyp   | Erbaut | Bemerkungen                                                                                      | Bild |
| --------------------------------------------------------- | ---------------------- | ------ | ------------------------------------------------------------------------------------------------ | ---- |
| Lichtenberg Mittelstraße 21 50° 23′ 5″ N, 11° 40′ 39,5″ O | Klassizismus Pfarrhaus | 1817   | Zweigeschossiger Walmdachbau, drei zu fünf Fensterachsen und Putzgliederung an der Hauptfassade. |      |

## Landkreis Kronach
| Gemeinde / Ort / Adresse Koordinaten                                                 | Baustil / Gebäudetyp     | Erbaut                                                    | Bemerkungen | Bild |
| ------------------------------------------------------------------------------------ | ------------------------ | --------------------------------------------------------- | --- | ---- |
| Stockheim Burggrub Mitwitzer Straße 2 (50° 17′ 24″ N, 11° 15′ 52,5″ O)               | Neobarock Pfarrhaus      | 1915                                                      | Zweigeschossiger Walmdachbau mit geohrten Fensterrahmungen, neubarock, bezeichnet „1915“. Gartenpavillon |      |
| Küps Burkersdorf (Küps) Burgkunstadter Straße 3 (50° 10′ 26,4″ N, 11° 16′ 49,8″ O)   | Barock Pfarrhaus         | 1651                                                      | Zweigeschossiger Satteldachbau, Erdgeschoss Sandsteinquader, Obergeschoss und Giebel Fachwerk verschiefert. |      |
| Kronach Fischbach Wirtsgasse 8 (50° 12′ 59,4″ N, 11° 22′ 47″ O)                      | Klassizismus Pfarrhaus   | 1770                                                      | Zweigeschossiger Walmdachbau mit geohrtem Türportal, massivem Sichtquader Untergeschoss und Fachwerkobergeschoss. |      |
| Kronach Friesen (Kronach) Friesen 4 (50° 16′ 5,6″ N, 11° 21′ 42,7″ O)                | Klassizismus Pfarrhaus   | um 1803                                                   | Zweigeschossiger Mansardwalmdachbau, Sockelgeschoss spätmittelalterlich, verputztes Fachwerkobergeschoss |      |
| Kronach Glosberg Glosberg 14 (50° 17′ 15,9″ N, 11° 19′ 14,1″ O)                      | Barock Pfarrhaus         | um 1745                                                   | Zweigeschossiger, gegliederter Sandsteinquaderbau mit Walmdach, 1745 von Johann Jakob Michael Küchel. |      |
| Kronach Melchior-Otto-Platz 9 (50° 14′ 23,4″ N, 11° 19′ 25,1″ O)                     | Barock Pfarrhaus Kronach | 1752 bis 1755 nach Plänen von Johann Jakob Michael Küchel | Zweigeschossiges Mansardwalmdachgebäude mit zwölf zu fünf Fensterachsen, Eckpilaster und an der Westseite durch einen Mittelrisalit vertikal gegliedert. Im Giebel des Risalits befindet sich das Amtswappen des Bamberger Fürstbischofs Johann Philipp Anton von und zu Frankenstein. |      |
| Küps Pfarrweg 6 (50° 11′ 26,2″ N, 11° 16′ 47″ O)                                     | Heimatstil Pfarrhaus     | 1852                                                      | Zweigeschossiger Sandsteinquaderbau mit Satteldach und Zinnengiebeln, gotisierend. |      |
| Wilhelmsthal Lahm Lahm 6 (50° 20′ 11,7″ N, 11° 23′ 19,6″ O)                          | Klassizismus Pfarrhaus   | 1819                                                      | Zweigeschossiger Walmdachbau mit Sandsteingliederungen, verputzt, Schieferdeckung. |      |
| Tettau Langenau Pfarrgasse 2 (50° 26′ 3,8″ N, 11° 17′ 15,9″ O)                       | Klassizismus Pfarrhaus   | 1776                                                      | Zweigeschossiger Walmdachbau, verschiefert. |      |
| Ludwigsstadt Lauenstein Orlamünder Straße 35 (50° 30′ 42,2″ N, 11° 22′ 5,6″ O)       | Klassizismus Pfarrhaus   | 1831                                                      | Zweigeschossiger Halbwalmdachbau mit Putzgliederung uns Mittelrisalit. |      |
| Ludwigsstadt Marktplatz 4 (50° 29′ 3,3″ N, 11° 23′ 21″ O)                            | Barock Pfarrhaus         | 1738                                                      | Zweigeschossiger Mansardwalmdachbau mit Fachwerkobergeschoss. Einfriedung mit Hoftor, 19. Jahrhundert. Nebengebäude: Erdgeschossiger Blockbau mit Krüppelwalmdach, 1786. |      |
| Mitwitz Kirchplatz 1 (50° 14′ 51,7″ N, 11° 12′ 35,2″ O)                              | Barock Pfarrhaus         | 1752                                                      | Zweigeschossiger Mansardwalmdachbau, verschiefert, sechs zu drei Fensterachsen. |      |
| Steinwiesen Neufang Neufang 56 (50° 18′ 48,1″ N, 11° 25′ 33,8″ O)                    | Klassizismus Pfarrhaus   | 1837.                                                     | Zweigeschossiger Walmdachbau mit fünf zu zwei Fensterachsen. |      |
| Stockheim Neukenroth Ludwigsstädter Straße 51 (50° 19′ 21,3″ N, 11° 17′ 2,1″ O)      | Klassizismus Pfarrhaus   | 1785/86                                                   | Zweigeschossiger Mansardwalmdachbau mit Sandsteingliederung, Gurtgesims und Ecklisenen, verputzt, von Lorenz Schumm und Lorenz Wagenholz. |      |
| Pressig Posseck in Bayern Posseck 30 (50° 19′ 52,1″ N, 11° 20′ 33″ O)                | Barock Pfarrhaus         | 1750                                                      | Zweigeschossiger Walmdachbau mit verschiefertem Fachwerkobergeschoss, 1750 von Johann Jakob Michael Küchel. Zur Errichtung des Gebäudes wurden Steine verwendet, die von der 1750 bereits verfallenen Peterskirche stammten.                                                           |      |
| Pressig Rothenkirchen (Pressig) Am Markt 9 (50° 21′ 49,9″ N, 11° 18′ 57,2″ O)        | Klassizismus Pfarrhaus   | um 1860                                                   | Zweigeschossiger Sandsteinquaderbau mit Satteldach. |      |
| Küps Schmölz (Küps) Schulstraße 17 (50° 12′ 48″ N, 11° 15′ 8,7″ O)                   | Klassizismus Pfarrhaus   | 1831                                                      | Zweigeschossiger Sandsteinquaderbau mit Walmdach, Gurtgesims, Verdachungen im Erdgeschoss und Freitreppe. |      |
| Marktrodach Seibelsdorf An der Markgrafenkirche 4 (50° 13′ 20,9″ N, 11° 25′ 21,9″ O) | Klassizismus Pfarrhaus   | um 1650                                                   | Zweigeschossiger Fachwerkbau mit hohem Satteldach. Giebel Fachwerk verschiefert. Erneuerungen des 18. Jahrhunderts. |      |
| Wilhelmsthal Steinberg (Wilhelmsthal) Schloßberg 4 (50° 17′ 1,5″ N, 11° 21′ 53,5″ O) | Barock Pfarrhaus         | um 1708                                                   | Zweigeschossiger Satteldachbau, Fachwerk, modern verkleidet. |      |
| Wallenfels Am Schloßberg 4 (50° 16′ 4,5″ N, 11° 28′ 28,2″ O)                         | Klassizismus Pfarrhaus   | 1762                                                      | Zweigeschossiger Sandsteinquaderbau mit Mansardwalmdach. |      |
| Weißenbrunn Paradies 1 (50° 11′ 59,5″ N, 11° 20′ 42,8″ O)                            | Barock Pfarrhaus         | 1738/39                                                   | Zweigeschossiger Walmdachbau von Johann Jakob Michael Küchel, modern verkleidet. |      |
| Steinbach am Wald Windheim Hauptstraße 13 (50° 25′ 39,7″ N, 11° 20′ 12,9″ O)         | Barock Pfarrhaus         | 1744                                                      | Zweigeschossiger Satteldachbau mit Fachwerkobergeschoss und Freitreppe, Giebel verschiefert. |      |
| Wilhelmsthal Gebrüder-Leisner-Straße 2 (50° 18′ 41,5″ N, 11° 22′ 18,8″ O)            | Neogotik Pfarrhaus       | 1904                                                      | Zweigeschossiger Satteldachbau mit Sandsteingliederung, in den Mittelachsen der Längsseiten Risalite mit Zwerchgiebeln, neugotisch. |      |

## Landkreis Kulmbach
| Gemeinde / Ort / Adresse Koordinaten                                             | Baustil / Gebäudetyp | Erbaut | Bemerkungen                                                                                    | Bild |
| -------------------------------------------------------------------------------- | -------------------- | ------ | ---------------------------------------------------------------------------------------------- | ---- |
| Kulmbach Mangersreuth Magister-Goldner-Platz 1, 2 50° 5′ 20,8″ N, 11° 27′ 1,7″ O | Barock Pfarrhaus     | 1737   | Zweigeschossiges Doppelhaus aus Sandstein mit Walmdach. Sieben Fensterachsen zur Straßenseite. |      |

## Landkreis Lichtenfels
| Gemeinde / Ort / Adresse Koordinaten                        | Baustil / Gebäudetyp | Erbaut  | Bemerkungen | Bild |
| ----------------------------------------------------------- | -------------------- | ------- | --- | ---- |
| Bad Staffelstein Kirchgasse 6 50° 6′ 10″ N, 10° 59′ 58,6″ O | Barock Pfarrhaus     | 1712/13 | Zweigeschossiger Walmdachbau, Sandsteingliederungen, genutete Ecklisenen, von Johann König, daneben Mauer mit Hoftor, genutete Quaderrahmung. |      |

## Landkreis Wunsiedel im Fichtelgebirge
| Gemeinde / Ort / Adresse Koordinaten                                | Baustil / Gebäudetyp   | Erbaut  | Bemerkungen | Bild |
| ------------------------------------------------------------------- | ---------------------- | ------- | --- | ---- |
| Kirchenlamitz Hofer Straße 9 50° 9′ 8,5″ N, 11° 57′ 2,8″ O          | Barock Pfarrhaus       | 1758    | Zweigeschossiger Walmdachbau, massiv und verputzt, mit geohrten Tür- und Fensterrahmungen, bezeichnet „1758“.          |      |
| Kirchenlamitz Weißenstädter Straße 8 50° 9′ 5,8″ N, 11° 56′ 54,9″ O | Klassizismus Pfarrhaus | um 1836 | Zweigeschossiger Walmdachbau, massiv und verputzt, das Erdgeschoss zart gefugt mit Rundbogentür und Rundbogenfenstern. |      |